# Рахат (Енбекшиказахский район)
Рахат (каз. Рахат) — село в Енбекшиказахском районе Алматинской области Казахстана. Входит в состав Рахатского сельского округа. Код КАТО — 194073400.

## Население
В 1999 году население села составляло 2236 человек (1103 мужчины и 1133 женщины). По данным переписи 2009 года в селе проживал 2391 человек (1176 мужчин и 1215 женщин).